# Vicfred
Vicfred és un poble de 40 habitants pertanyent al municipi de Sant Guim de la Plana (Segarra). Està situat a la part nord-oriental del terme municipal, prop de Viver de Segarra i d'Ivorra.
De territori planer, les cases es reparteixen de manera espaiada. L'església parroquial de Sant Esteve, a llevant del nucli, té a la llinda la data del 1585. El campanar va ser refet el 1901. D'ella depèn la de Comabella. La jurisdicció eclesiàstica d'aquests dos llocs pertanyia a l'arxiprestat d'Àger, i quan aquesta jurisdicció fou agregada el 1874 a la diòcesi de Lleida, constituïren un enclavament d'aquesta entre les d'Urgell i de Solsona. El 1956 ambdues esglésies, amb Sant Jaume de la Manresana i Sant Pere de Castellnou d'Oluges, foren cedides al bisbat de Solsona.
Ramon Miró d'Aguda i la seva muller Anglèsia tenien la senyoria d'aquest lloc el 1079, igual que la dels pobles veïns. La jurisdicció civil passà aviat al domini de la família dels Cardona. El seu castell ja es menciona en el testament de Mir de Llobera l'any 1080. Quan el rei Pere el Cerimoniós va instituir el comtat de Cardona, l'any 1375, el castell de Vicfred és especialment anomenat en el document que fou de la seva propietat fins al segle xvii.
A mitjans del segle xix es va integrar al municipi de Sant Pere dels Arquells.